# 精器魚
精器魚為輻鰭魚綱銀漢魚目精器魚科的其中一種，被IUCN列為易危保育類動物，分布於亞洲馬來西亞淡水流域，為熱帶魚類，棲息在底層水域，生活習性不明。

## 擴展閱讀
維基物種上的相關：精器魚